# Castello di Dublino
Il castello di Dublino (in inglese Dublin Castle, in gaelico irlandese Caisleán Bhaile Átha Cliath) è un maniero situato sulla sponda meridionale del Liffey, a Dublino, capitale dell'Irlanda. Fu il centro del potere inglese in Irlanda e per tale motivo venne per secoli visto come il simbolo dell'occupazione britannica in Irlanda.
Il castello originale di Dublino fu costruito nel 1204, dal re Giovanni d'Inghilterra. Era una struttura medievale con quattro torri, un fossato e un ponte levatoio. La maggior parte fu distrutta da un incendio nell'anno 1684, e oggi è rimasta soltanto una delle quattro torri originali, la Record Tower. Il castello attuale, perciò, assieme agli appartamenti di stato, risalgono al Settecento. Fu la residenza del Lord Luogotenente d'Irlanda che fu per oltre un secolo il rappresentante inglese in Irlanda.
Nel 1922 fu proclamato lo "Stato Libero", e il castello passò in uso al Governo Irlandese.
Durante gli scavi del 1986, è stata scoperta la base di una delle quattro torri rotonde del castello Plantageneto (risalenti al 1204) insieme ad una parte delle antiche mura della città, oltre al vecchio fossato del castello.

## Storia

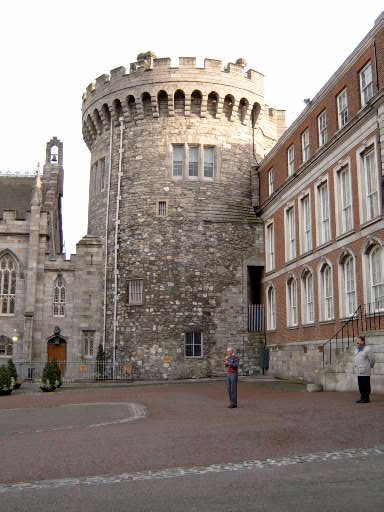
La Record Tower, l'unica parte medievale sopravvissuta del castello è risalente al 1228 circa. Alla sua sinistra si trova la Cappella Reale del castello.

Il Castello di Dublino venne eretto come opera difensiva per merito di Meiler FitzHenry su commissione di re Giovanni d'Inghilterra nel 1204, qualche tempo dopo l'Invasione normanna dell'Irlanda nel 1169, e perciò venne prescritto che il castello fosse dotato di mura forti e di un buon fossato per la difesa della città, l'amministrazione della giustizia e la protezione del tesoro locale del re. Completato in larga parte nel 1230, il castello era di tipico disegno normanno, con un piazzale centrale e senza prigioni, circondato su ogni lato da alte mura difensive e protetto da torri circolari ad ogni angolo. Posto a sud-est della città di Dublino, il castello occupava un angolo del perimetro esterno della città, sfruttando il fiume Poddle come fonte naturale di difesa su due fronti. La città si apriva direttamente sulla torre nordest del castello, la Powder Tower, per poi portarsi a sud verso la Bermingham Tower. Nel 1620 il giudice inglese Luke Gernon rimase impressionato dalle mura del castello nel corso di una sua visita, definendole "una muraglia forte e possente, di pietre immense".
Il Poddle venne deviato verso la città, andando a riempire i fossati artificiali della fortezza.
Nel medioevo le iniziali strutture lignee del castello vennero trasformate in costruzioni in pietra vere e proprie, in particolare con l'aggiunta della Great Hall che venne riedificata in pietra e legname, più volte utilizzata come sede del parlamento irlandese, tribunale o sala di banchetti. La struttura medievale sopravvisse sino al 1673, quando venne danneggiata da un grande incendio e demolita poco dopo. La Court of Castle Chamber, la controparte irlandese della Camera Stellata inglese, aveva sede proprio nel Castello di Dublino in una stanza che venne appositamente costruita per quello scopo nel 1570 circa. Il castello subì un pesante incendio nel 1684, tale per cui si resero necessari dei lavori di ricostruzione e trasformazione della fortezza medievale in un vero e proprio palazzo residenziale di stile georgiano, al punto che ad oggi l'unica traccia ancora visibile come struttura dell'antico castello del XIII secolo è la Record Tower (c. 1228–1230); essa è la sola torre sopravvissuta della fortificazione originale con aggiunte però ottocentesche.

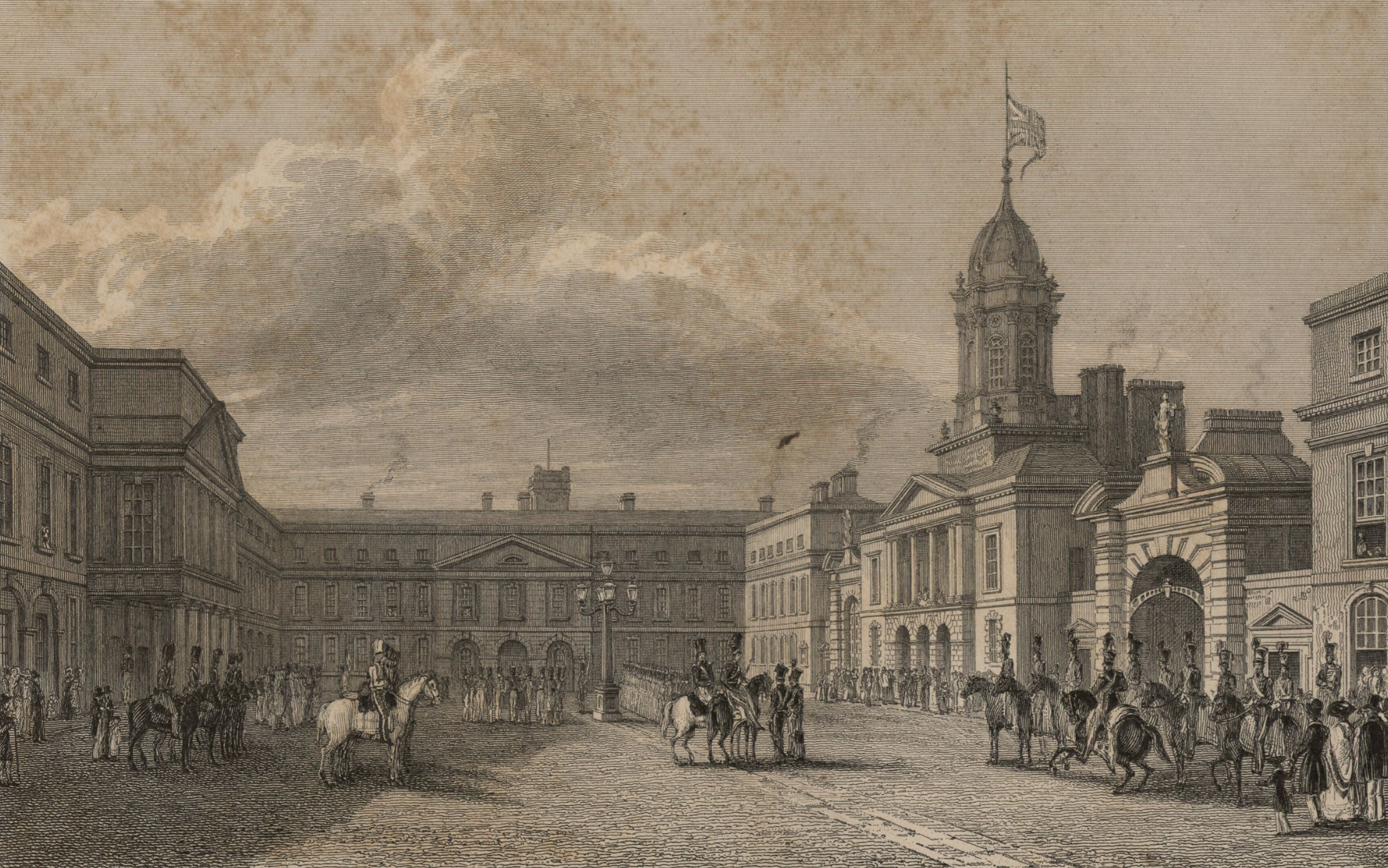
Soldati nel castello nel 1830

Il generale dell'United Irishmen, Joseph Holt, uno dei principali partecipanti alla ribellione del 1798, venne incarcerato alla Bermingham Tower prima di essere trasportato nel Nuovo Galles del Sud nel 1799.

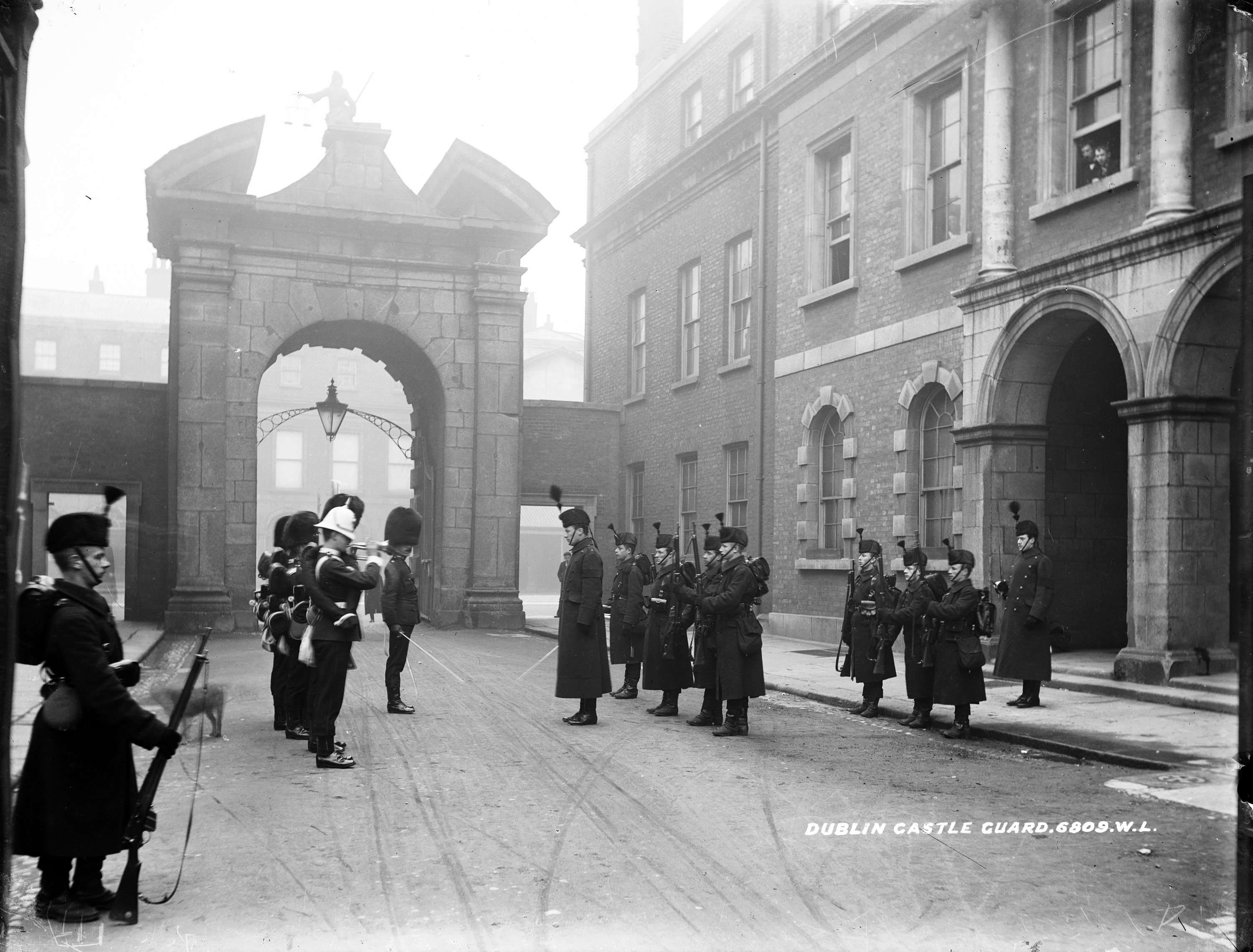
Soldati al castello di Dublino, 1905 circa

Nel 1907 i Gioielli della corona irlandese vennero rubati dal castello e l'accusa cadde da subito sull'Officier of Arms locale, sir Arthur Vicars. I gioielli non vennero mai recuperati.
All'inizio della Rivolta di Pasqua del 1916 una forza di venticinque membri dell'Irish Citizen Army forzarono la guardiola del castello per poi venire fermati dai rinforzi sopraggiunti. Durante la Guerra anglo-irlandese il castello fu il centro nevralgico dell'opposizione inglese al separatismo irlandese. La notte del Bloody Sunday del 1920, tre membri dell'Irish Republican Army, Dick McKee, Conor Clune e Peadar Clancy, vennero qui torturati ed uccisi.
Quando lo Stato Libero d'Irlanda venne fondato nel 1922, il castello di Dublino cessò le sue funzioni di sede amministrativa, venendo impiegato alcuni anni come Suprema Corte di Giustizia (le Four Courts, sede della suprema corte irlandese, erano state distrutte nel 1922). Il castello in seguito venne utilizzato per scopi cerimoniali. Il Presidente del Consiglio Esecutivo, Éamon de Valera ricevette qui le credenziali dei nuovi ambasciatori. Nel 1938, Douglas Hyde venne eletto presidente d'Irlanda con una solenne cerimonia al castello. I successivi presidenti nel 1945, 1952, 1959, 1966, 1973, 1974, 1976, 1983, 1990, 1997 e nel 2011 vennero tutti eletti con cerimonia al castello. La cerimonia funebre del presidente Erskine Hamilton Childers venne tenuta in loco nel 1974, come pure quella dell'ex presidente Éamon de Valera nel settembre del 1975.
Il castello è oggi una delle principali attrazioni turistiche dell'area, nonché un esclusivo centro conferenze. Durante la presidenza irlandese dell'Unione Europea è stato sede di alcune sedi del Consiglio europeo. La cripta della Cappella Reale è oggi utilizzata come centro artistico ed ospita concerti occasionalmente, come pure il cortile centrale. Il complesso di edifici è solitamente aperto al pubblico, ad eccezione dei giorni in cui si svolgono funzioni pubbliche.
Attualmente il castello di Dublino è sotto la tutela dell'Office of Public Works, ed ospita, tra le altre cose, gli uffici dei Revenue Commissioners, la Chester Beatty Library, il Garda Museum e, dal 2023, l'Electoral Commission.

## Gli appartamenti di stato

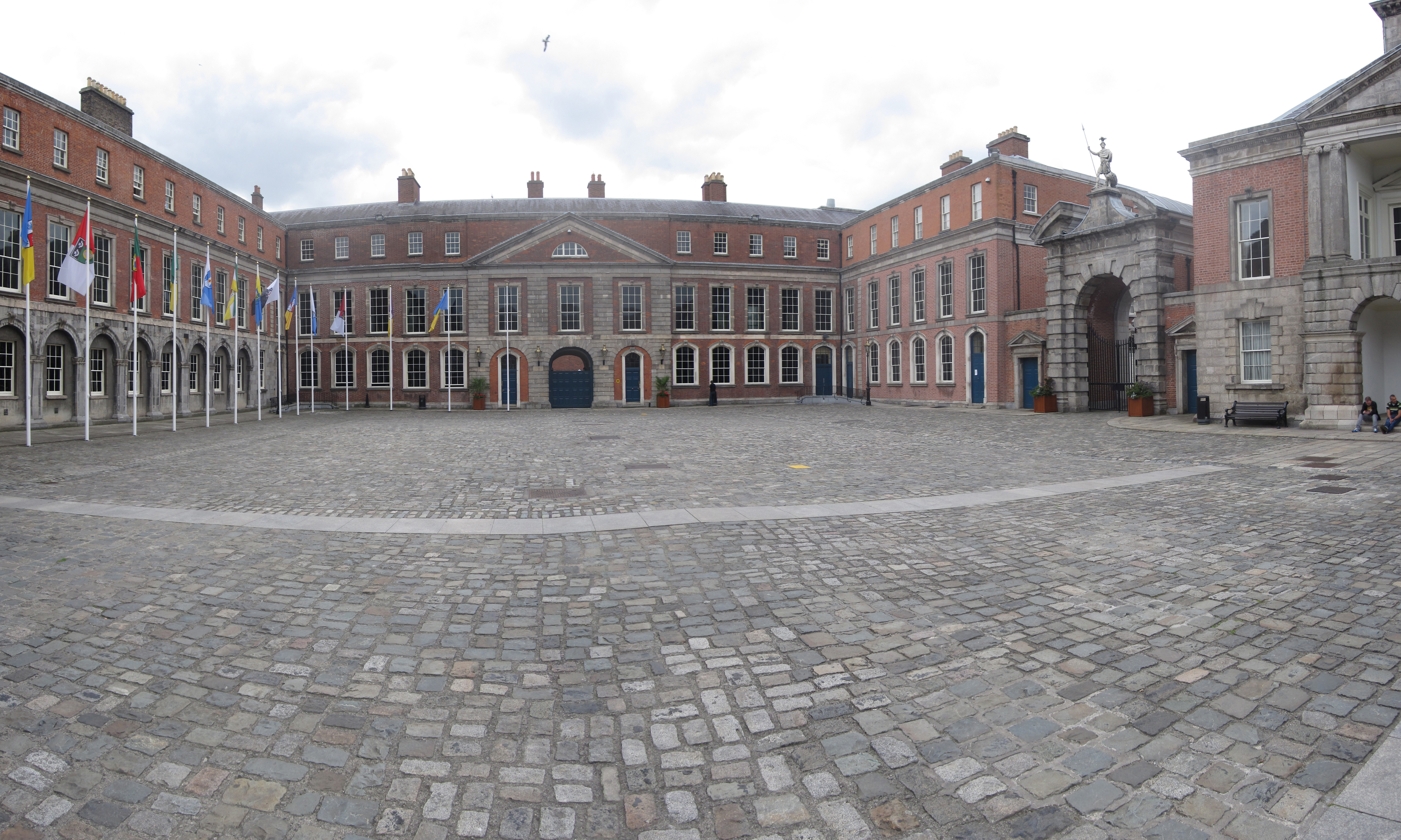
Panorama del cortile interno

Gli appartamenti di stato, collocati nell'ala sud della struttura del castello, hanno delle sale che erano un tempo riservate all'utilizzo del Lord Luogotenente d'Irlanda quando il paese si trovava sotto il dominio inglese, oltre ad una serie di ambienti di rappresentanza per accogliere i sovrani e personaggi illustri in visita. Attualmente queste stanze decorate sono utilizzate per occasioni di stato come pranzi ufficiali, cerimoniali con capi di stato stranieri e l'elezione del nuovo presidente ogni sette anni.

### LaSaint Patrick's Hall

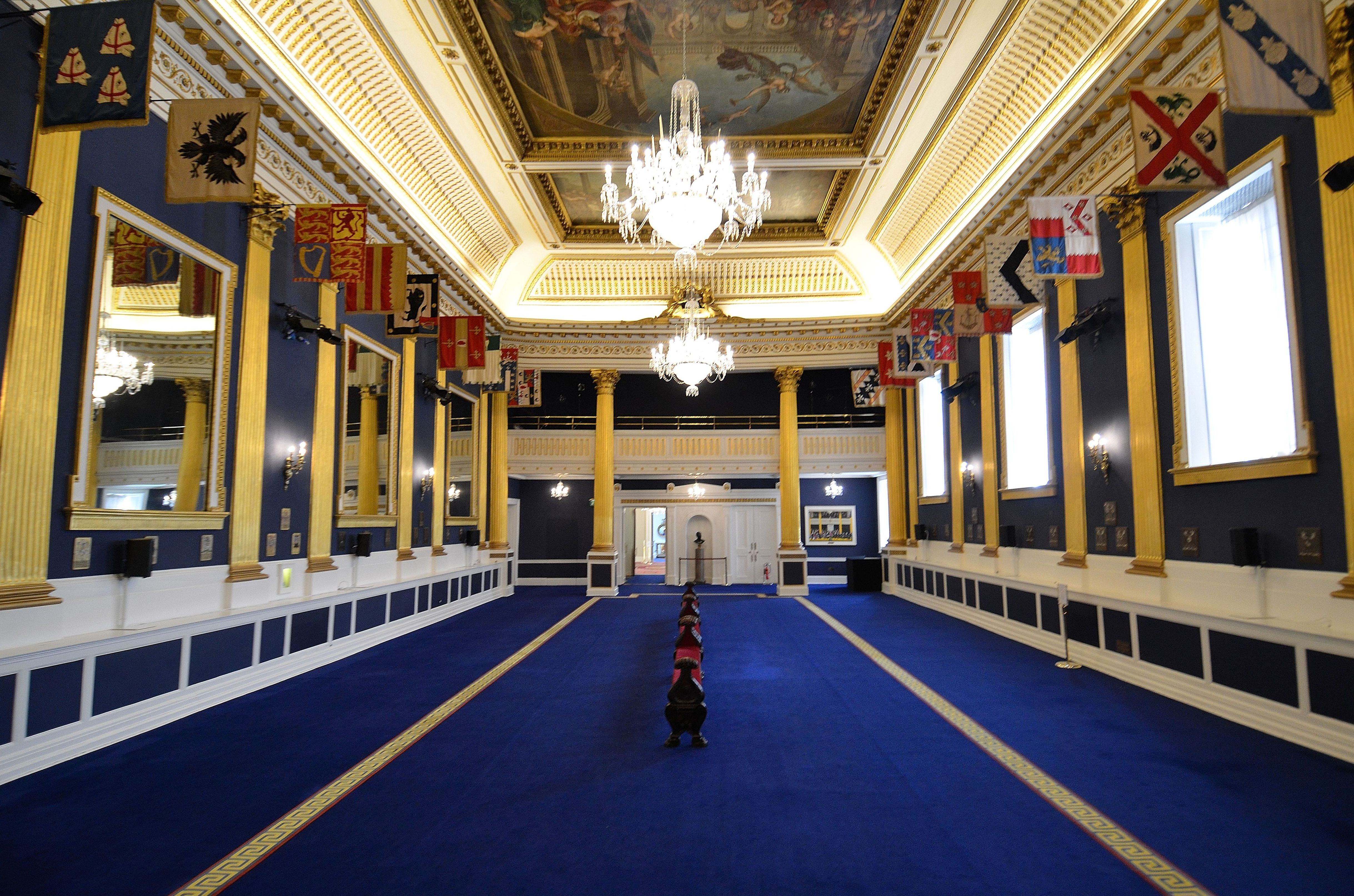
La St Patrick's Hall

Questa è la sala più grande degli appartamenti di stato e contiene uno degli apparati decorativi più importanti di tutta l'Irlanda. Già sala da ballo dell'amministrazione del Lord Luogotenente, attualmente la sala è utilizzata per la formalizzazione dell'elezione del presidente. È una delle sale più antiche del castello ad essere stata adibita a scopi residenziali, con decorazioni risalenti agli anni '40 del Settecento, anche se la maggior parte di esse risalgono al 1790 circa, tra cui il soffitto affrescato più importante d'Irlanda, dipinto dall'italiano Vincenzo Valdre (c. 1742–1814). Composto di tre pannelli, il soffitto rappresenta L'incoronazione di Giorgio III, San Patrizio introduce il cristianesimo in Irlanda e Re Enrico II riceve i capi irlandesi sottomessi. Qui si è tenuto anche il pranzo per il ricevimento della regina Elisabetta II nella sua visita in Irlanda la sera del 18 maggio 2011.
Dopo la chiusura della Chiesa d'Irlanda nel 1871, l'Ordine di San Patrizio, il principale ordine cavalleresco irlandese, spostò la sua sede cerimoniale dalla Cattedrale di San Patrizio alla St. Patrick's Cathedral. Nella parte superiore della stanza si trovano ancora oggi le bandiere degli ultimi cavalieri dell'ordine viventi al momento dell'indipendenza irlandese.

### Sala del trono

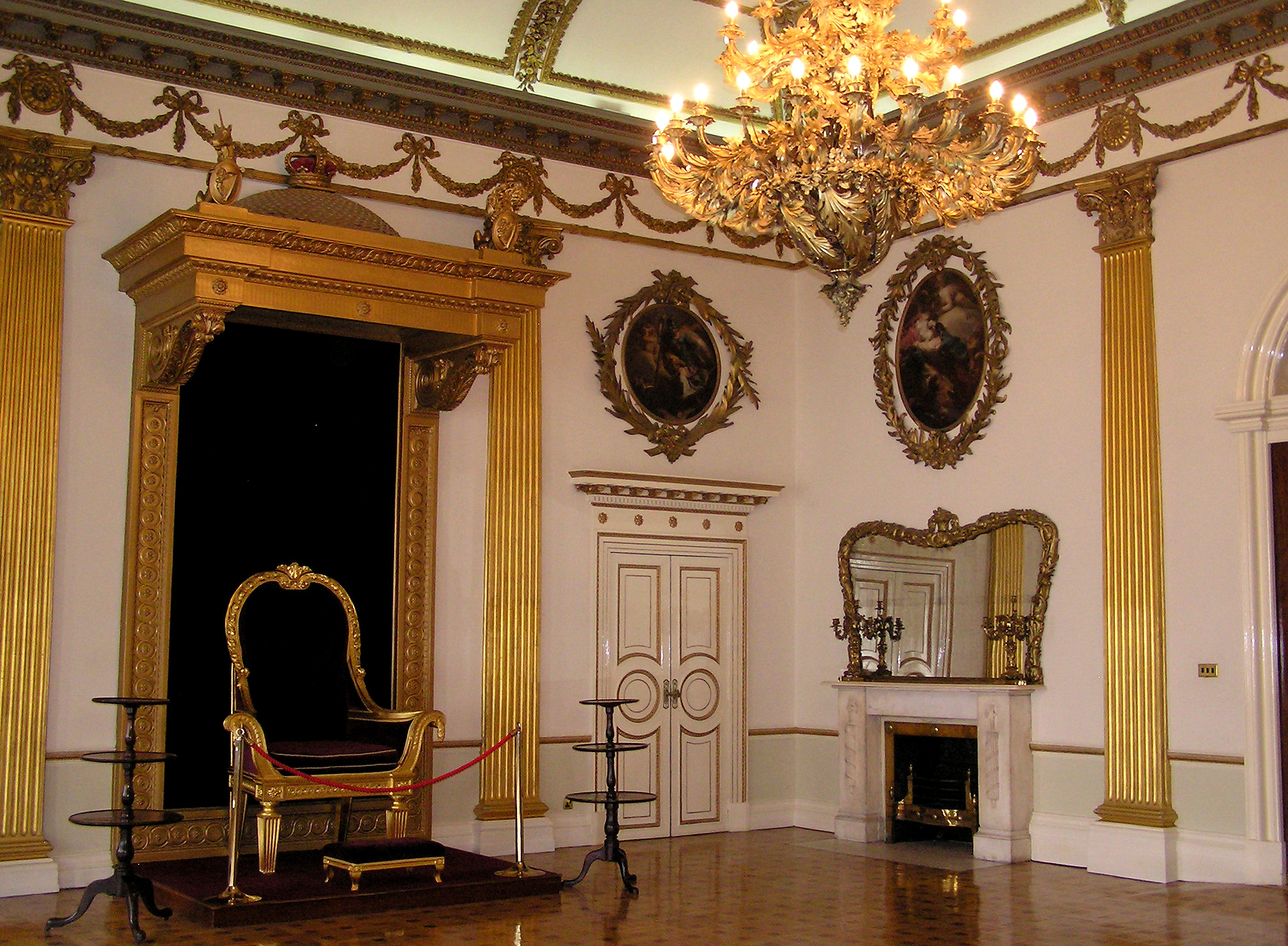
La sala del trono

Originariamente costruita col nome di Battleaxe Hall negli anni '40 del XVIII secolo, venne convertita in sala di rappresentanza attorno al 1790. Le decorazioni di stile regale hanno subito delle alterazioni negli anni '30 dell'Ottocento. Il trono presente nella stanza venne realizzato in occasione della visita di re Giorgio IV del Regno Unito in Irlanda nel 1821.

### Salotto di stato

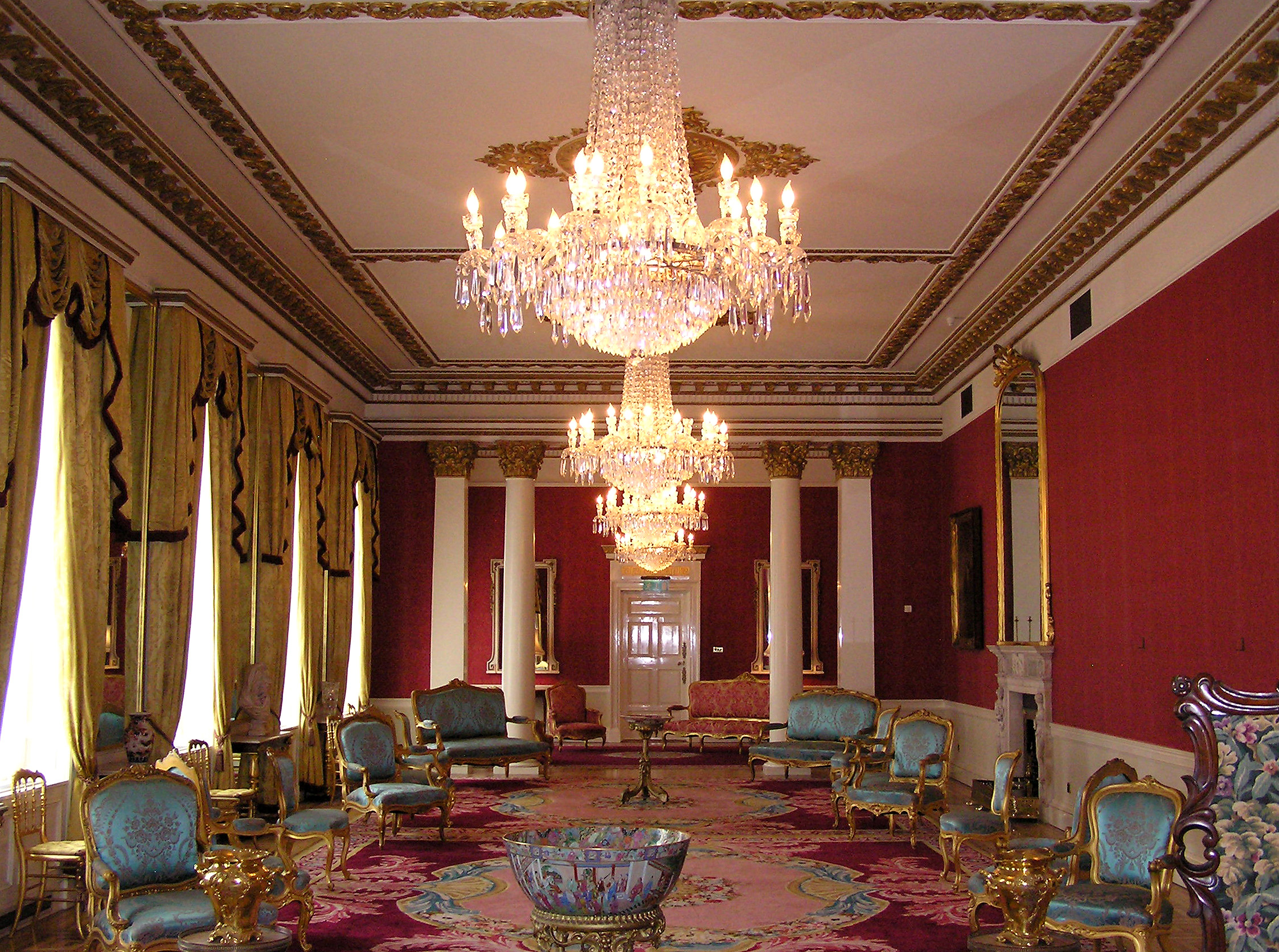
Il salotto di stato

Costruita negli anni '30 dell'Ottocento come sala di ricevimento principale del complesso per il Lord Luogotenente, attualmente questa stanza è utilizzata per ricevere i dignitari stranieri. Distrutta in gran parte in occasione di un incendio avvenuto nel 1941, la stanza venne ricostruita fedele all'originale e con ben poche modifiche tra il 1964 ed il 1968.

### Sala da pranzo di stato
Chiamata anche Galleria (oppure Sala della Cena), questa è la sala che conserva le decorazioni più antiche di tutto il castello, passate indenni ad anni di alterazioni ed incendi. Esse risalgono agli anni '40 del Settecento, e cioè all'epoca della costruzione del complesso da parte di lord Chesterfield, e venne concepita come sala aggiuntiva alla St. Patrick's Hall o come sala da pranzo personale del lord luogotenente. Attualmente è utilizzata come sala da pranzo quando nella St. Patrick's Hall si tengono delle conferenze.

### Camere di stato
Erano queste le stanze che componevano gli appartamenti privati del lord luogotenente e vennero costruiti per connettere tra loro le varie stanze ufficiali. Completamente ricostruite negli anni '60 del Novecento dopo il rovinoso incendio del 1941, le stanze mantengono la sequenza di disposizione originaria. Esse comprendono anche alcune camere da letto che erano utilizzate dal lord luogotenente, dalla sua famiglia e da ospiti illustri. L'ultima personalità ad aver utilizzato tali stanze per soggiornarvi fu Margaret Thatcher, che negli anni '80 trascorse qui una notte col marito Dennis durante una delle sessioni che qui si tennero del Consiglio europeo.

### Corridoio di stato

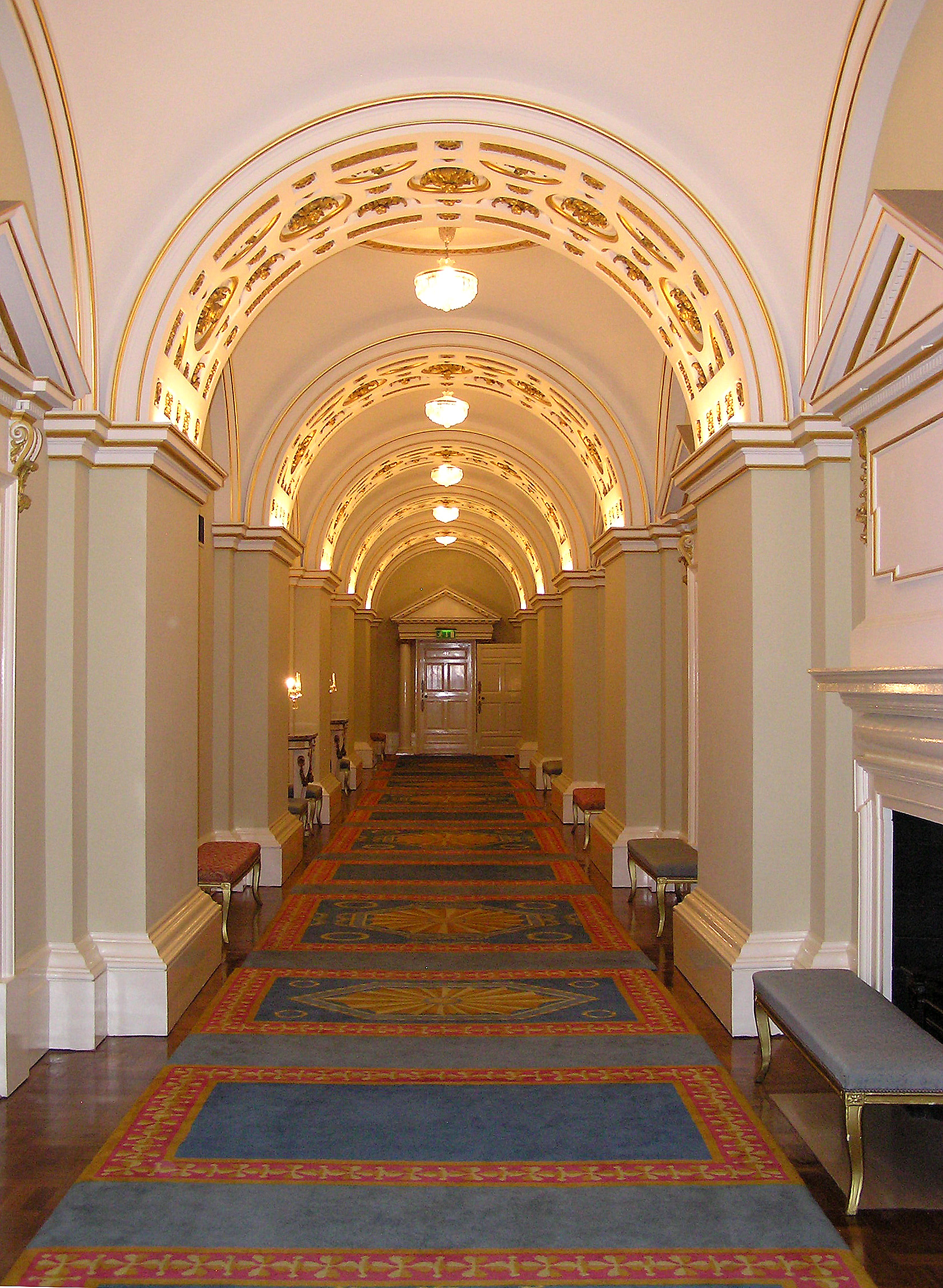
Il corridoio di stato

Uno degli spazi architettonicamente più interessanti del complesso de castello di Dublino è certamente il corridoio. Originariamente costruito nel 1758 su disegno del Surveyor General, Thomas Eyre, il progetto si basa su un progetto settecentesco per corridoio elaborato da Edward Lovett Pearce per l'ex sede del parlamento irlandese a College Green, marcato da un susseguirsi di volte ed archi, intervallate da oblò con vetri che raccolgono la luce solare proveniente dall'alto. Ancora oggi il corridoio mantiene tutti i propri dettagli plastici, comprese le decorazioni a stucco bianche ed oro, le porte originali e anche dei camini per riscaldare l'ambiente.

### Cappella Reale

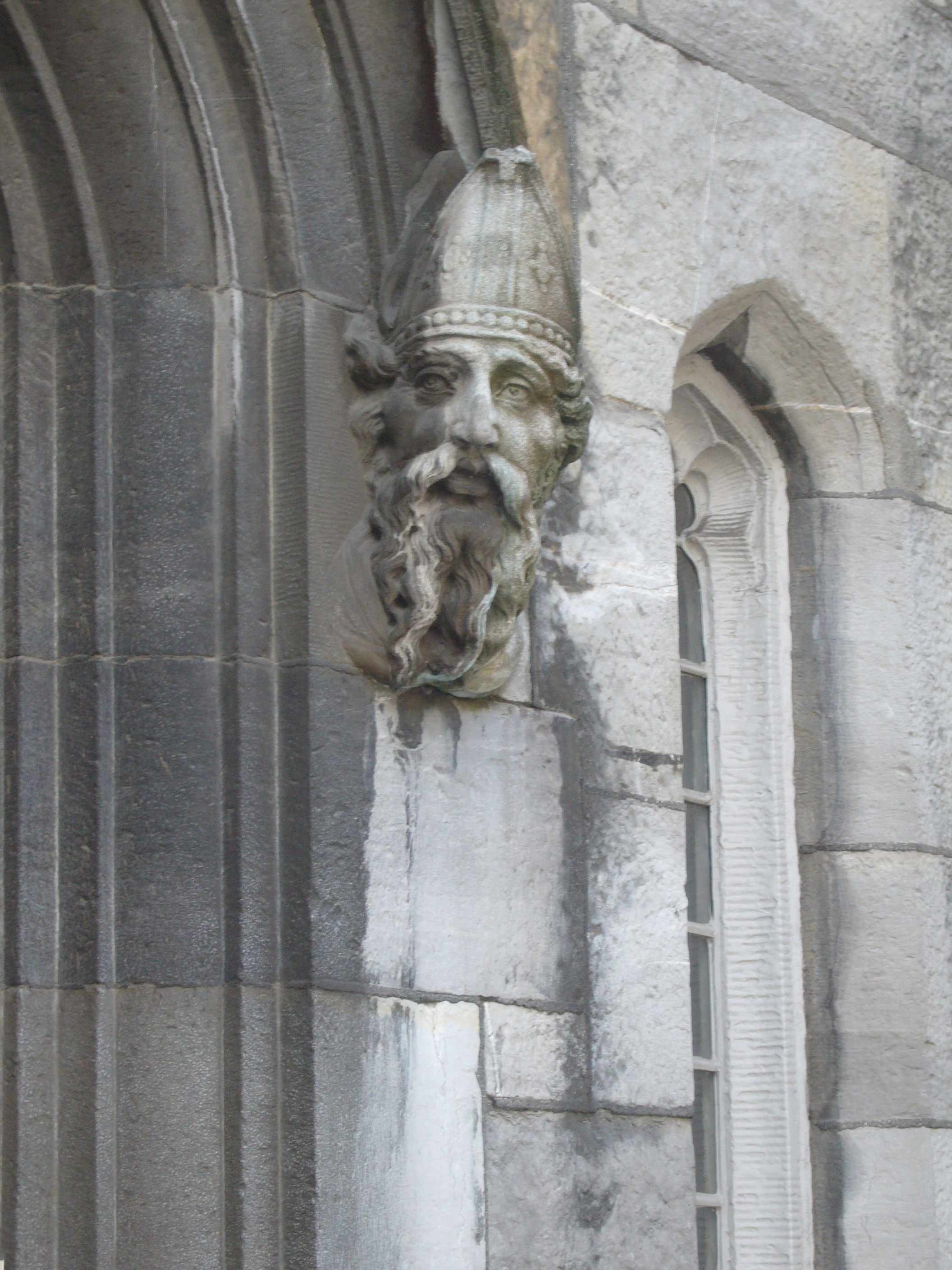
Testa scolpita di San Patrizio sul portale della Cappella Reale

La Cappella Reale, parte del complesso del Castello di Dublino, era l'antica cappella del complesso e venne utilizzata come cappella per gli offici a palazzo oltre che come cappella privata del lord luogotenente d'Irlanda dal 1814 sino alla creazione del Libero Stato d'Irlanda nel 1922.

## Torri
Il castello include ancora oggi due torri angolari dell'originaria struttura, mentre le altre presenti nel progetto di epoca normanna sono state abbattute e di esse oggi rimangono solo le fondamenta riportate alla luce durante una campagna di scavi condotta nel 1986.

### Bermingham Tower

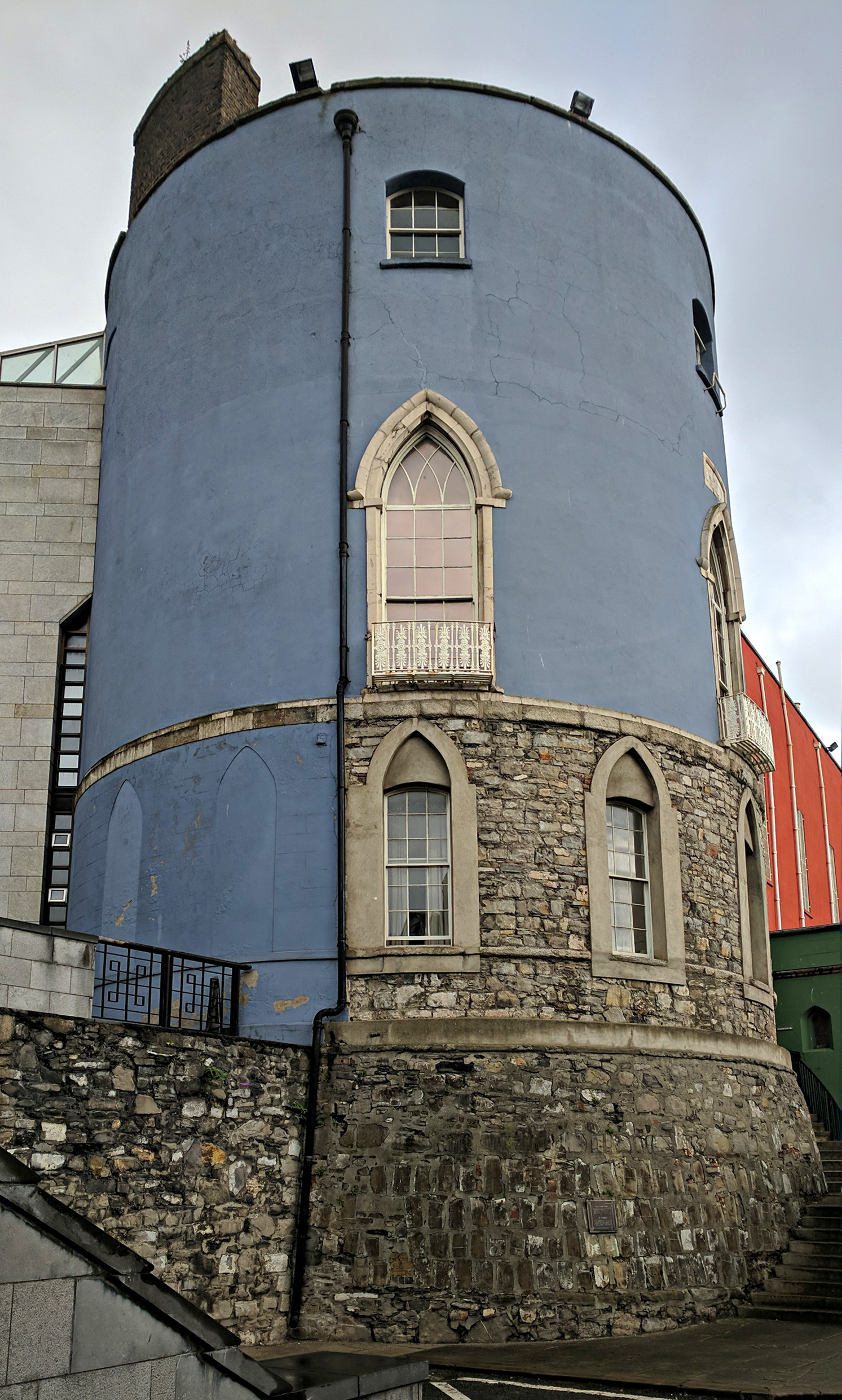
La Bermingham Tower nell'angolo sudovest del Castello di Dublino

La base originaria della Bermingham Tower è una delle poche parti originarie del castello medievale. Posta nell'angolo sudovest del castello, la torre ha una parte superiore ricostruita in epoca moderna. Non è chiara la sua origine, ma venne probabilmente eretta da un membro della famiglia De Bermingham, da cui appunto il nome attuale.

### Record Tower
La Record Tower posta nell'angolo a sudest del castello è l'unica parte completamente originale del castello medievale ad essersi perfettamente conservata. Oggi è sede del Garda Museum.

## Film e musica
Il castello di Dublino è apparso in diversi film tra cui Barry Lyndon, Michael Collins, Becoming Jane e The Medallion, come pure nelle serie televisive I Tudors, dove è stato utilizzato per rappresentare il Palazzo Apostolico vaticano.
Il castello di Dublino inoltre ospita annualmente in maggio il Heineken Green Energy festival. Parte del castello di Dublino compare nella copertina dell'album Khartoum Variations degli Jandek.